# Hiatari Ryōkō!
Hiatari Ryōkō! (jap. 陽あたり良好!) ist eine Manga-Serie von Mitsuru Adachi, die in Japan von 1979 bis 1981 erschien. Die romantische Komödie wurde als Anime-Fernsehserie, als Kinofilm und als Dorama umgesetzt.

## Inhalt
Als sie auf die Myōjō-Oberschule wechselt, zieht Kasumi Kishimoto (岸本 かすみ) zu ihrer Tante Chigusa Mizusawa (水沢 千草). Die vermietet auch weitere Zimmer ihres Hauses, sodass unerwartet vier Mitschüler Kasumis mit ihr in einem Haus leben. Darunter auch der talentierte Yūsaku Takasugi (高杉 勇作). Auch wenn die beiden sich zunächst nicht mögen, wächst mit der Zeit die Zuneigung zwischen den beiden. Doch Kasumi hat bereits einen Freund – der studiert im Ausland und eigentlich wollte sie ihm treu bleiben.

## Veröffentlichung
Der Manga erschien von 1979 bis 1981 im Magazin Shōjo Comic bei Shogakukan. Der Verlag brachte die Kapitel auch gesammelt in fünf Bänden heraus. Eine italienische Übersetzung erschien bei Flashbook Edizioni.

## Dorama
Eine Umsetzung als japanisches Fernseh-Drama wurde von 21. März bis 19. September 1982 von NTV ausgestrahlt. Die Hauptrolle spielte Sayaka Itō, Regie führte unter anderem Ryō Kinoshita und für die Drehbücher wurde unter anderen Yutaka Kaneko engagiert. Die Produktion wurde von Tōhō umgesetzt. Die Musik komponierten Asei Kobayashi und Masahisa Takeichi.

## Anime
Beim Studio Group TAC wurde eine Adaption des Mangas als Anime-Serie für das japanische Fernsehen produziert. Bei der Produktion führte Gisaburō Sugii Regie und die künstlerische Leitung lag bei Katsuyoshi Kanemura. Das Charakterdesign entwarfen Marisuke Eguchi, Michiru Shimada und Minoru Maeda. Die Tonarbeiten leitete Fusanobu Fujiyama.
Die 48 Folgen wurden vom 22. März 1987 bis zum 20. März 1988 von Fuji TV ausgestrahlt. Synchronfassungen wurden mehrfach im französischen, spanischen und italienischen Fernsehen gezeigt.
Nach Ende der Serie kam am 1. Oktober 1988 der Film Hiatari Ryoko! Yume no Naka ni Kimi ga Ita in die japanischen Kinos. Der 67 Minuten lange Film entstand erneut bei Group TAC, nun unter der Regie von Kimiharu Oguma.

### Synchronisation
| Rolle            | Japanische Stimme (Seiyū) |
| ---------------- | ------------------------- |
| Kasumi Kishimoto | Yumi Morio                |
| Yūsaku Takasugi  | Yūji Mitsuya              |
| Takashi Ariyama  | Kobuhei Hayashiya         |
| Shin Mikimoto    | Kaneto Shiozawa           |
| Makoto Aido      | Katsuhiro Nanba           |
| Katsuhiko Muraki | Kazuhiko Inoue            |
| Chigusa Mizusawa | Kazue Komiya              |
| Keiko Seki       | Hiromi Tsuru              |
| Masato Seki      | Hirotaka Suzuoki          |
| Sakamoto         | Hideyuki Tanaka           |
| Maria Ōta        | Miina Tominaga            |
| Taisuke          | Eriko Chihara             |
| Momiage          | Ryūsei Nakao              |
| Igaguri          | Katsumi Suzuki            |
| Regent           | Toshihiko Seki            |
| Kyōko Enomoto    | Saeko Shimazu             |
| Shinichirō Ōta   | Shigeru Chiba             |

### Musik
Die Musik der Serie komponierte Hiroaki Serizawa. Die Vorspannlieder sind:
- Hiatari Ryōkō von Aki Asakura
- Kaettekita Machikadō von Hiroaki Serizawa
- Kanashimi wa BEAT ni Kaete von Ami Ozaki

Für die Abspanne wurden folgende Lieder verwendet:
- Shitauchi no Maria von Yume Kōba
- Knife no Ue no Natsu von Hiroaki Serizawa
- Sekaijū no Hitsuji Kazoe Sasenaide von Ami Ozaki